# Кубинская волость
Кубинская волость — нижняя единица административно-территориального деления  (волость) в составе Верейского, Можайского и Звенигородского уездов Московской губернии. Существовала до 1929 года. Центром волости было село Кубинское.

## История
27 февраля 1922 года Верейский уезд был включён в состав Можайского уезда. Кубинская волость вошла в состав Можайского уезда. Однако уже 29 января 1923 года (по другим данным — 23 октября 1922 года) волость была передана в Звенигородский уезд. При этом село Григорово осталось в составе Можайского уезда, перейдя в состав Моревской волости. 19 декабря территория волости была увеличена за счёт части упразднённой Шараповской волости (селения Апарина Гора, Бушарино, Власово, Иванино, Машонки, Михайловское, Никольское, Никифоровское, Ново-Липки, Петелино, Пронское, Рязань, Татарки, Троицкое, Хотяжи, Часовня и Шарапово) и селения Якшино Ташировской волости.

В ходе реформы административно-территориального деления СССР в 1929 году Кубинская волость была упразднена.

## Состав

### Населенные пункты
На 1905 год 18 селений
- Акулово
- Асаково
- Болдино
- Большие Семичи
- Верещагино
- Григорово
- Дютьково
- Еремино
- Жихари
- Крутицы
- Кубинка (поселок)
- Кубинское — волостной центр
- Наро-Асаново
- Подлипки
- Подсофьино
- Репищи
- Софьино
- Чепраково

### Сельсоветы
По данным 1919 года в Кубинской волости было 15 сельсоветов: Акуловский сельсовет, Асаковский сельсовет, Болдинский сельсовет, Выглядовский сельсовет, Григоровский сельсовет, Дютьковский сельсовет, Ереминский сельсовет, Крупишинский сельсовет, Кубинский сельсовет, Нара-Осановский сельсовет, Подлипкинский сельсовет, Подсофьинский сельсовет, Репищинский сельсовет, Софьинский сельсовет, Чупряковский сельсовет.
По данным 1922 года в Кубинской волости было 10 сельсоветов: Волковский сельсовет, Дютьковский сельсовет, Кубинский сельсовет, Михайловский сельсовет, Нарский сельсовет, Никольский сельсовет, Софьинский сельсовет, Татарковский сельсовет, Троицкий, Часовенский сельсовет.
В 1923 году Нарский с/с переименовали в Наро-Асановский.
В 1925 году из части Дютьковского с/с был образован Асаковский с/с, тз Троицкого — Никифоровский, из Никольского — Пронский, из Кубинского — Подлипкинский и Репинский, из Михайловского — Хотяжский. Софьинский с/с был переименован в Болдинский.
В 1926 году Асаковский с/с был присоединён к Дютьковскому, Никифоровский — к Троицкому, Подлипкинский — к Кубинскому, Хотяжский — к Михайловскому. Из части Болдинского с/с был образован Софьинский с/с.
В 1927 году были восстановлены Асаковский, Никифоровский и Болдинский с/с.